# Solenopsis saevissima
Solenopsis saevissima (лат.) — вид жалящих муравьёв из группы опасных инвазивных огненных муравьёв рода Solenopsis. Южная Америка.

## Описание
Длина рабочих около 3 мм (самки и самцы крупнее, до 8 мм), основная окраска желтовато-коричневая. От близких видов отличается следующими признаками: относительно более крупные размеры (длина груди от 1,4 до 1,6 мм); у самок волоски на голове приблизительно 0,30–0,33 мм в длину, а волоски метасомы выходят из небольших незаметных ямок; срединная бороздка самок менее одной трети длины среднеспинки; у самок есть двузубый метастернальный отросток; переднеспинка рабочих в профиль выпуклая, область около метаплеврального дыхальца заднегрудки гладкая. Брюшко гладкое. Усики 11-члениковые с булавой из двух сегментов. Проподеум невооружённый, без зубцов или шипиков. Между грудкой и брюшком расположен тонкий стебелёк, состоящий из двух члеников (петиоль + постпетиоль).

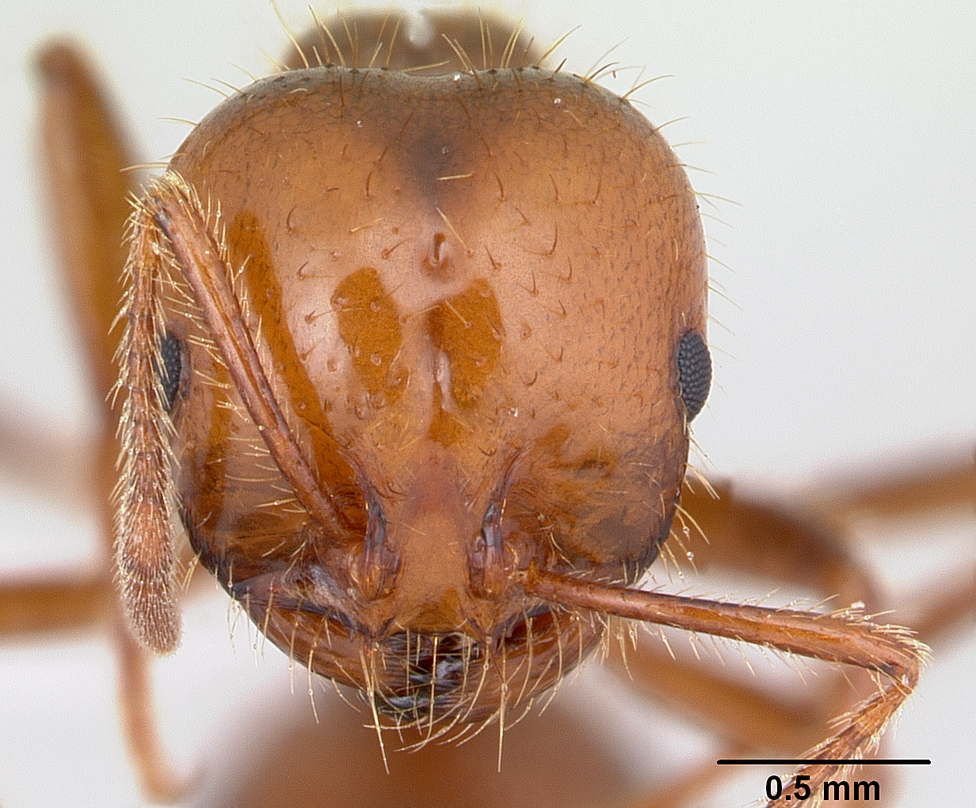
Крупный рабочий
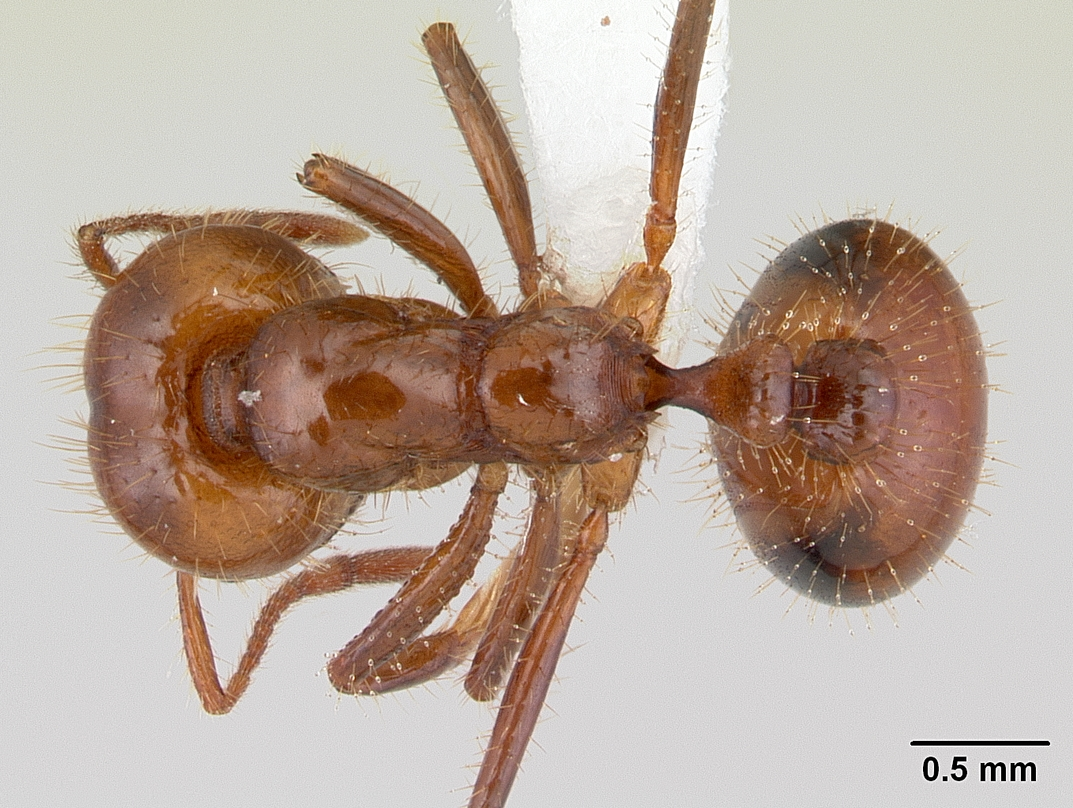
Вид сверху
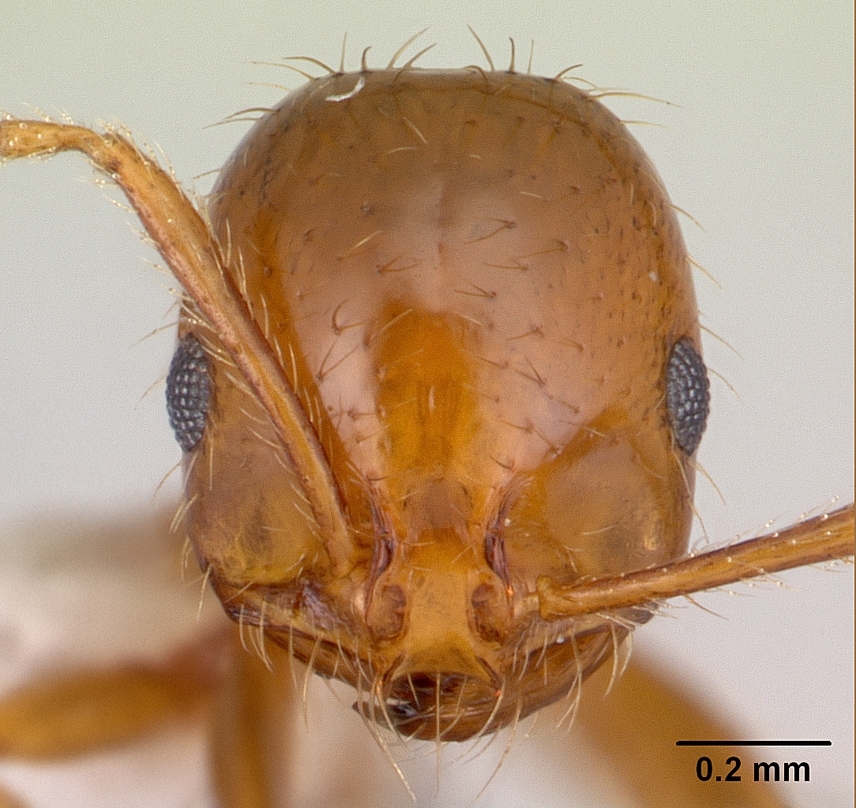
Мелкий рабочий

## Распространение
Нативный ареал приходится на Южную Америку.

## Систематика
Впервые таксон был описан в 1855 году под первоначальным названием Myrmica saevissima F. Smith 1855. Сходен с видами Solenopsis electra, Solenopsis pusillignis, Solenopsis pythia и Solenopsis macdonaghi. Этот муравей вместе с красным огненным муравьём (Solenopsis invicta) и несколькими родственными видами относится к группе видов Solenopsis saevissima species-group, к которой также относится комплекс близких видов Solenopsis geminata complex (Solenopsis aurea, Solenopsis geminata и другие виды).